# Sophie Thalbitzer
Sophie Dorothea Thalbitzer, född Zinn 15 april 1774 i Köpenhamn, död 1851, var en dansk memoarskrivare. Hennes memoarer Grandmamas Bekiendelser, som skrevs 1807 och utgavs 1906, betraktas som ett viktigt historiskt dokument för hur ett liv kunde se ut för en borgarkvinna i Danmark cirka 1800.   